# Gać (województwo podlaskie)
Gać – wieś w Polsce położona w województwie podlaskim, w powiecie łomżyńskim, w gminie Łomża. 
W latach 1973–1976 istniała gmina Gać. W latach 1975–1998 miejscowość administracyjnie należała do województwa łomżyńskiego.
Wierni kościoła rzymskokatolickiego należą do parafii św. Wojciecha Biskupa i Męczennika w Puchałach.

## Historia
Wieś wzmiankowana w roku 1438. Gniazdo rodu Gackich.
W roku 1827 we miejscowości 21 domów i 145 mieszkańców. Pod koniec XIX wieku Gać Sokola łąka, wieś szlachecka i włościańska w powiecie łomżyńskim, gmina Puchały. Wymieniono tu: urząd gminny, szkółkę, synagogę i młyn wodny.
W latach 1921 – 1939 wieś leżała w województwie białostockim, w powiecie łomżyńskim, w gminie Puchały.
Według Powszechnego Spisu Ludności z 1921 roku wieś zamieszkiwało 491 osób, 257 było wyznania rzymskokatolickiego, 8 ewangelickiego a 226 mojżeszowego. Jednocześnie 268 mieszkańców zadeklarowało polską przynależność narodową a 223 żydowską. Były tu 53 budynki mieszkalne. Miejscowość należała do parafii rzymskokatolickiej w m. Puchały. Podlegała pod Sąd Grodzki w Zambrowie i Okręgowy w Łomży; właściwy urząd pocztowy mieścił się w m. Czerwony Bór.
W wyniku napaści ZSRR na Polskę we wrześniu 1939 miejscowość znalazła się pod okupacją sowiecką. Od czerwca 1941 roku pod okupacją niemiecką. Od 22 lipca 1941 do 1945 włączona w skład Landkreis Lomscha, Bezirk Bialystok III Rzeszy.
Pod koniec XX wieku przyłączona po pożarze do gminy Łomża. 

## Współcześnie
Miejscowość nad rzeką Gać, przy drodze wojewódzkiej nr 679. We wsi są trzy mosty łączące oba brzegi rzeki.
W pobliżu wyodrębnione zostały miejsca występowania kruszyw naturalnych w ilościach przemysłowych.
Jedna z lepiej rozwiniętych gospodarczo osad w gminie (sklepy, hurtownie, składy, piekarnia, młyn wodny, serwis ciągników i maszyn rolniczych).
Sąsiaduje z miejscowościami: Milewo, Puchały, Lutostań, Pęsy-Lipno. 

## Obiekty użyteczności publicznej
- wiejski ośrodek zdrowia
- remiza strażacka
- lecznica weterynaryjna
- bank spółdzielczy
- urząd pocztowy[12]

## Obiekty zabytkowe
- młyn wodny, drewniany z początku XX w., odbudowany po 1945 r.
- cmentarz z I wojny Światowej[12]